# Hackesiefen
Der Hackesiefen ist ein Bach und orographisch linker Zufluss des Wallbachs auf der Gemarkung der Stadt Rheinbach im Rhein-Sieg-Kreis in Nordrhein-Westfalen.

## Geographie

### Verlauf
Die Quelle des Hackesiefens liegt südlich des Gutes Waldau im Rheinbacher Wald. Die Quelle und der Oberlauf befinden sich im Naturschutzgebiet Rotterbach und Hacksiefen. Er fließt zunächst in vorzugsweise nördlicher Richtung und sammelt sich in einem unbenannten Teich. Von dort fließt er vorzugsweise in nordöstlicher Richtung. Von Süden führt ein vom Thomasbrunnen kommender namenloser Bach zu. Der Hackesiefen schwenkt in nördlicher Richtung und entwässert unmittelbar südlich der Landstraße 493 in den Wallbach, der an seinem Oberlauf als Rotterbach bezeichnet wird.

### Einzugsgebiet
Das 71 ha große Einzugsgebiet des Hackesiefens wird durch ihn über den Wallbach, die Swist, die Erft und den Rhein zur Nordsee entwässert.
Es ist überwiegend bewaldet und die höchste Erhebung ist der Beuelskopf mit einer Höhe von 292 m ü. NHN.